# 埃里克-奥斯卡·汉森
埃里克-奥斯卡·汉森（Erick-Oskar Hansen，1889年5月27日—1967年3月18日）是二战期间德国国防军的一名将领。他是纳粹德国骑士铁十字勋章的获得者。